# 터크스 케이커스 제도의 기

터크스 케이커스 제도의 기 비율 1:2

터크스 케이커스 제도의 기는 1968년 11월 7일에 제정되었으며, 현재의 기는 1999년 1월 25일에 수정되었다.
파란색 바탕에 왼쪽 상단에는 영국의 국기가 그려져 있으며, 오른쪽에는 터크스 케이커스 제도의 문장의 노란색 방패가 그려져 있는데, 방패 안에는 소라고둥과 바닷가재, 선인장이 그려져 있다.
상선기는 빨간색 바탕에 왼쪽 상단에 영국의 국기가 그려져 있으며, 오른쪽 하단에 방패가 그려진 형태의 기를 사용한다.

## 여러 가지 기

상선기
총독기
1889년부터 1968년까지 쓰인 기
1968년부터 1999년까지 쓰인 기